# Ermita de Nuestra Señora de los Ángeles (Getafe)

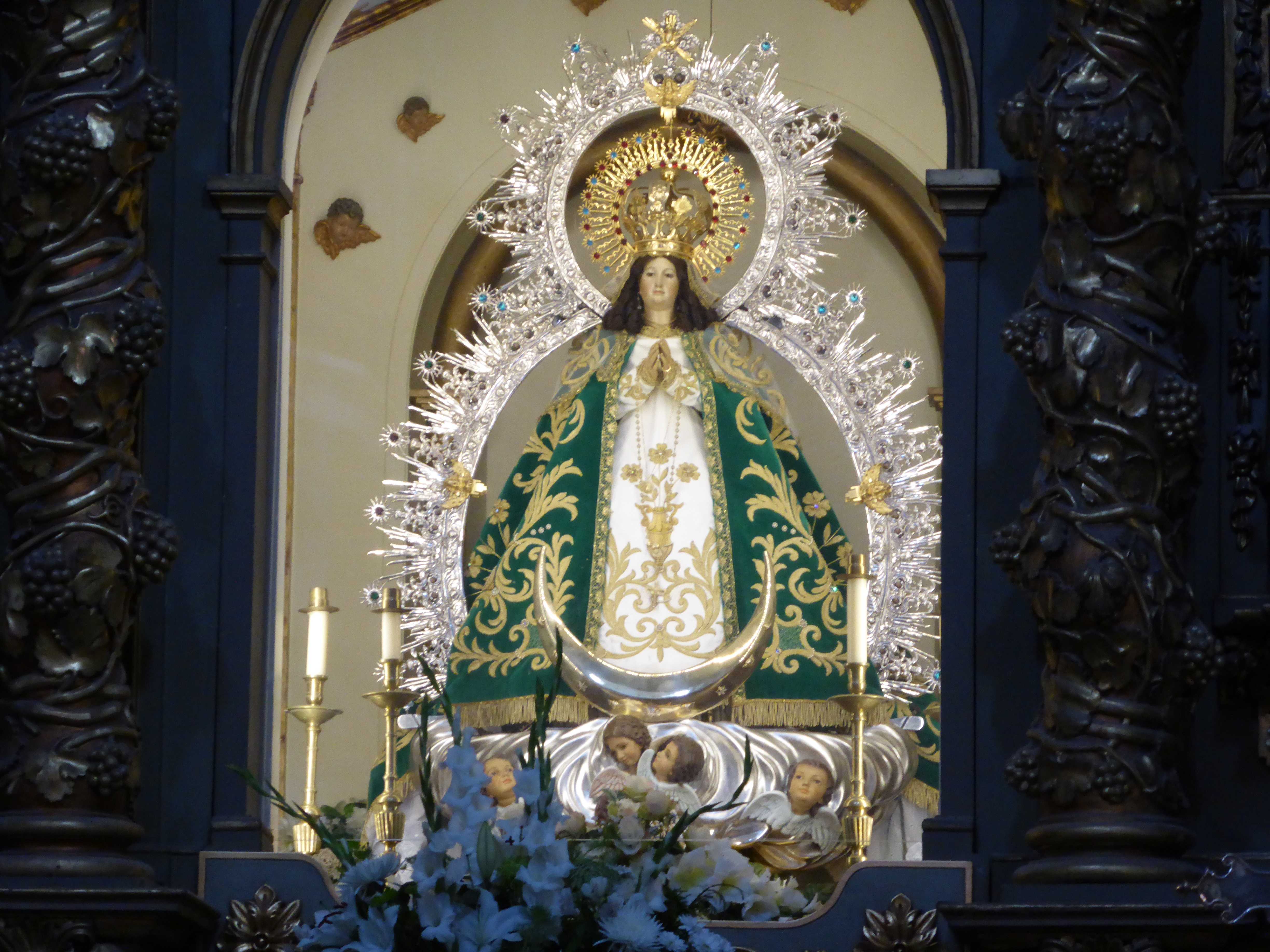
Nuestra Señora de los Ángeles, en el interior de la ermita del Cerro de los Ángeles

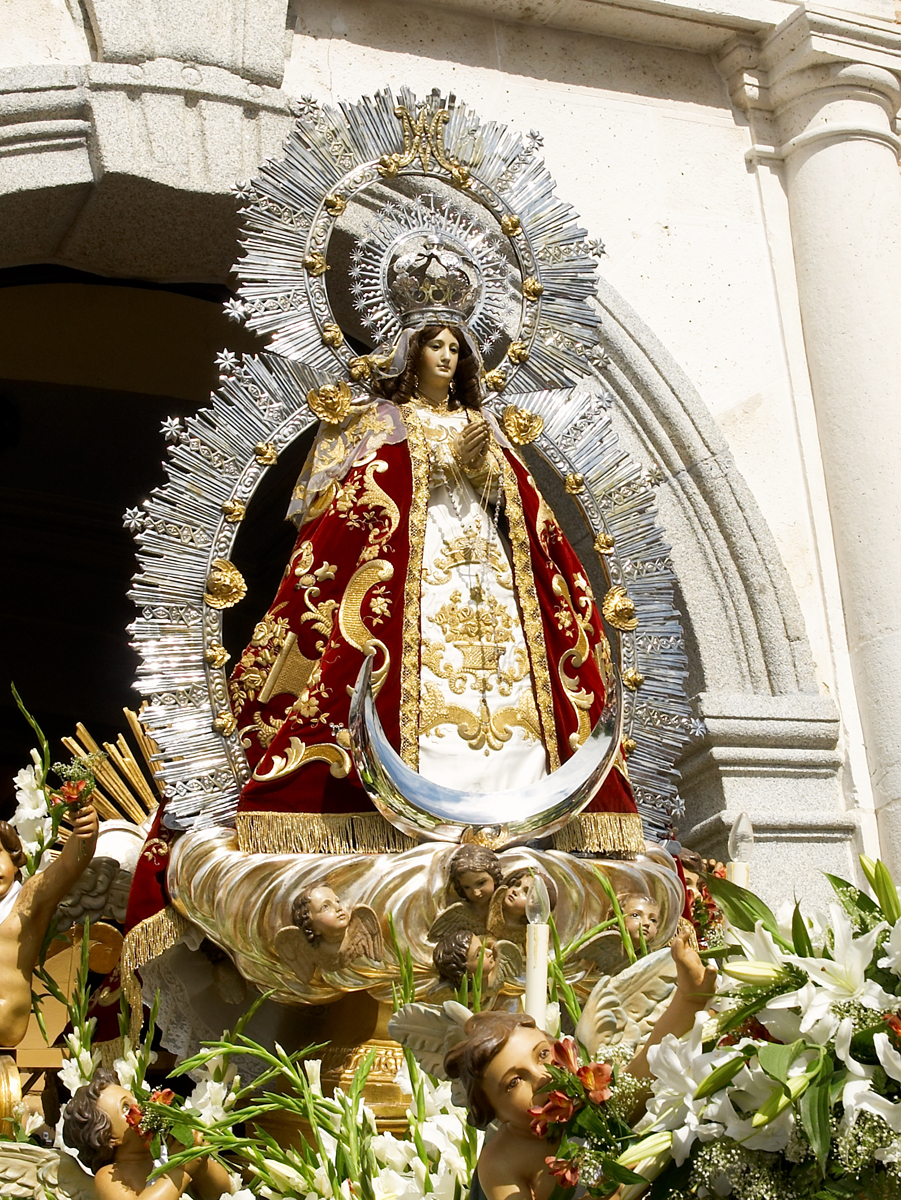
Nuestra Señora de los Ángeles en su carroza, a la puerta de la ermita del cerro de los Ángeles

La ermita de Nuestra Señora de los Ángeles es un templo católico español ubicado en Getafe (Madrid).

## Historia
Se cree que fue construida en el siglo XI, tras la conquista de Madrid por Alfonso VI, sobre una atalaya defensiva árabe. Esta ermita primitiva fue destruida en el siglo XIV y, posteriormente, en el siglo XVII se comenzó a levantar la actual en el mismo lugar. Durante el siglo XVIII se terminó por completo el edificio; pero tras la Guerra Civil tuvo que ser reconstruida, en 1945, por el arquitecto Rodolfo García-Pablos.

## Descripción
Consta de una única nave con bóveda de medio cañón y un pequeño crucero rematado con cúpula de linterna, bajo la que está enterrado Francisco José Pérez y Fernández-Golfín (primer obispo de la diócesis de Getafe). La construcción es de piedra y ladrillo, con los chapiteles de pizarra.
En esta ermita se venera a la Virgen María bajo la advocación de Nuestra Señora de los Ángeles, patrona de Getafe y de la diócesis de Getafe.